# بوب نورمان (لاعب كرة قدم أسترالية)
بوب نورمان (بالإنجليزية: Bob Norman)‏ هو لاعب كرة قدم أسترالية أسترالي، ولد في 4 يناير 1937.

## وصلات خارجية
- بوب نورمان على موقع AustralianFootball.com (الإنجليزية)
- بوب نورمان على موقع AFLtables.com (الإنجليزية)